# Saské úzkorozchodné dráhy
Saské úzkorozchodné dráhy (německy Sächsische Schmalspurbahnen) byly svého času největší jednotně provozovaný systém úzkorozchodných drah v Německu. Po první světové válce činila délka saských úzkorozchodných tratí více než 500 kilometrů. Hlavním cílem jejich výstavby bylo napojení odlehlých částí Saska na železniční síť a urychlení rozvoje průmyslu. Po roce 1900 se řada z nich stala významnými výletními drahami.

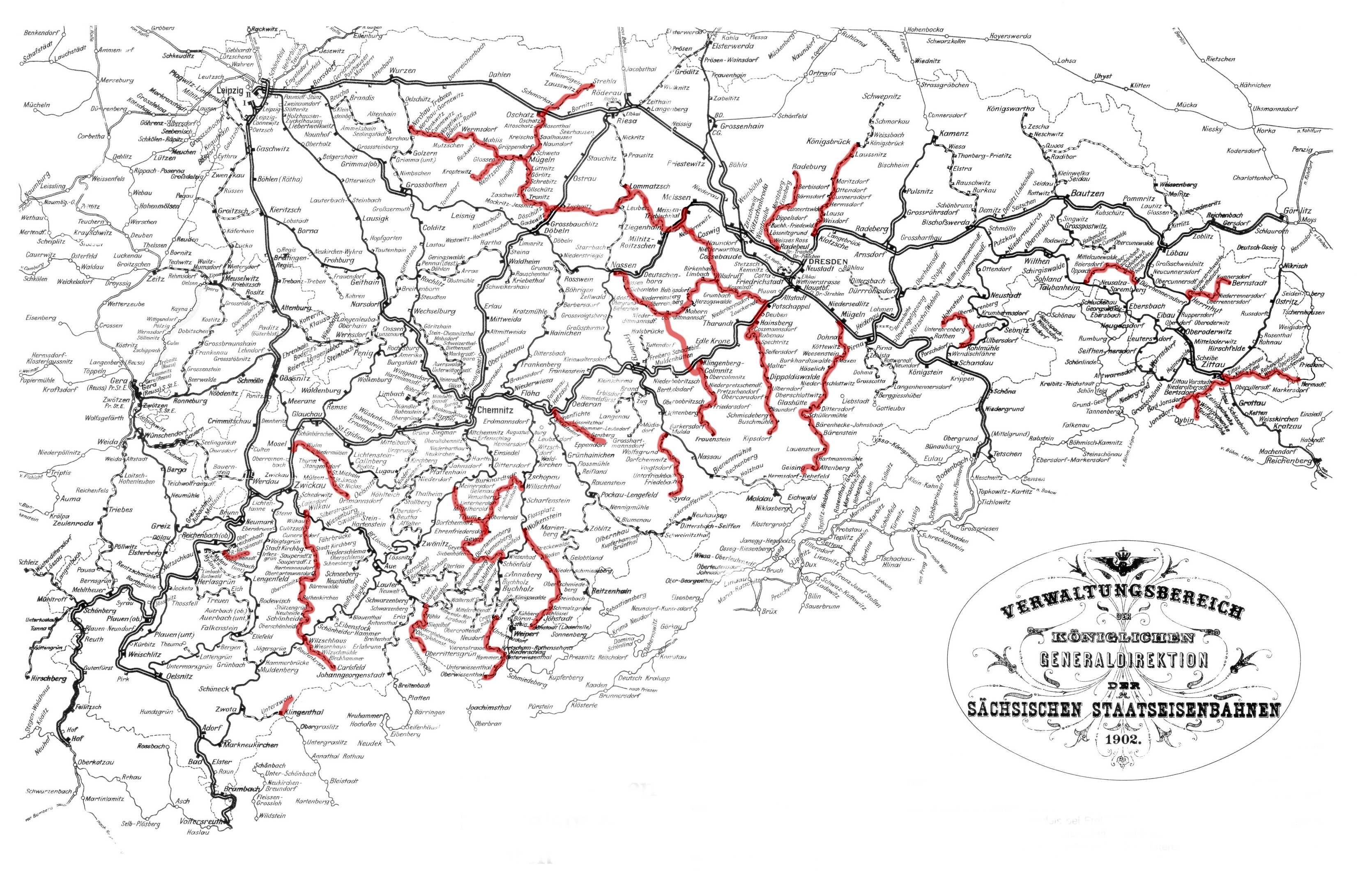
Úzkorozchodné dráhy v Sasku

## Historie

### Výchozí situace

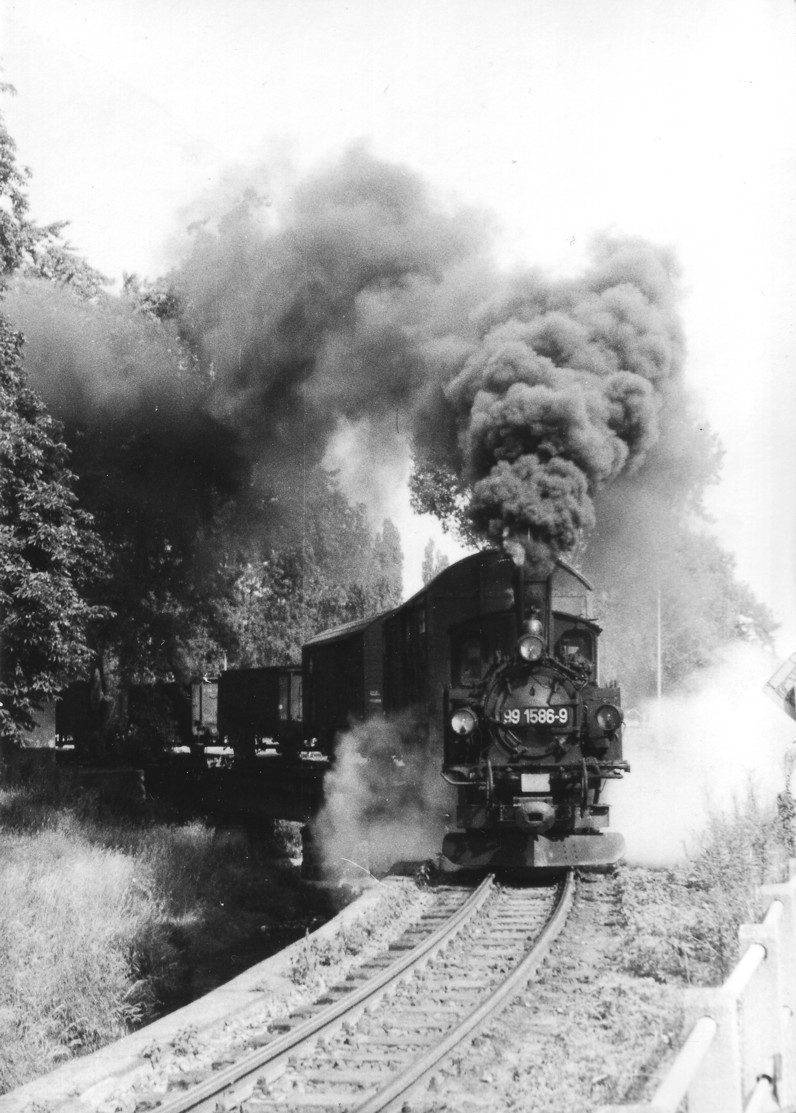
Nákladní vlak s podvalovými vozy tažený s lokomotivou IV K v Oschatz (1988)

Na rozdíl od ostatních německých zemí pokrývala saská železniční síť kolem roku 1875 značnou část země. Z důvodu hornatého reliéfu Saska však výrazně rostly náklady na výstavbu dalších železničních tratí. Kvůli snížení nákladů byly nové projekty drah projektovány především jako sekundární dráhy (Sekundärbahnen), jejichž menší poloměry oblouků, jednodušší provozními postupy a menší nároky na zabezpečení tratě vedly k významné úspoře nákladů. Při snaze o napojení řady krušnohorských údolí s bohatou průmyslovou výrobou se však i náklady na vybudování normálněrozchodných sekundárních drah ukázaly jako příliš vysoké. Nakonec bylo v Sasku rozhodnuto vybudovat po vzoru hornoslezské Oberschlesische Schmalspurbahn budoucí železniční projekty jako úzkorozchodné dráhy.

### První úzkorozchodné tratě
V roce 1881 zahájily Královské saské státní dráhy (Königlich Sächsische Staatseisenbahnen) provoz na trati Wilkau-Hasslau - Kirchberg, první úzkorozchodné železnici v Sasku. V tomto roce již také probíhala výstavba tratí Hainsberg - Kipsdorf a Oschatz - Mügeln - Döbeln. V krátkém sledu vznikla během pár let řada dalších tratí. Značná část tratí vybudovaných po roce 1880 měla rozchod 750 mm. V normálním rozchodu (1435 mm) byly budovány pouze tratě, které propojily již existující normálněrozchodné tratě nebo na kterých by byl překlad zboží z normálněrozchodných na úzkorozchodné vagony příliš nákladný.

### Rozkvět před první světovou válkou

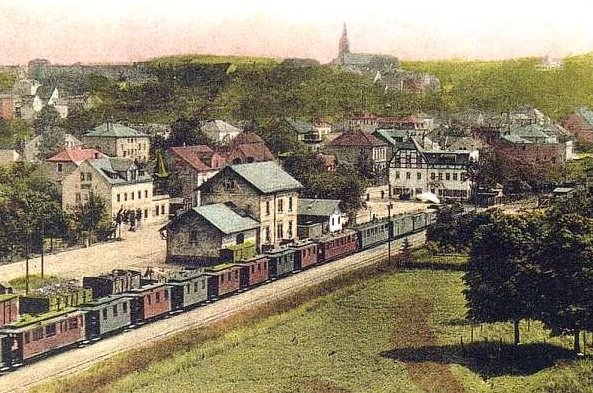
Osobní vlak na Müglitztalbahn ve stanici Dohna (květen 1912)

Během dvaceti let dosahovala saská síť úzkorozchodných železnic téměř svého maximálního rozsahu. Po roce 1900 bylo vybudováno již jen několik tratí. Přestože úzkorozchodné dráhy přinesly svým vlastníkům pouze nízké zisky, byly důležité pro hospodářský rozvoj Saska, především pro industrializaci chudých obcí v Krušných horách. Ukázalo se však, že úzkorozchodné tratě ne vždy při přepravních úkolech obstály. Problémy způsobovalo především časově náročné překládání přepravovaného nákladu na normálněrozchodné vagony. Na trati Klotzsche - Königsbrück byl ve snaze vyhnout se překládání testován kontejnerový systém (tzv. Umsetzkästen), pokusy však byly po krátké době ukončeny a trať byla přebudována na normální rozchod. V následujících letech byly využívány především podvalníky. Ukázalo se, že původně stanovený cíl budovat a provozovat úzkorozchodné dráhy pouze s malými náklady nebyl zachován. Se zavedením podvodníků a podvalových vozů byly potřeba další investice na zesílení kolejí, vytváření větších průjezdných profilů a pořízení výkonnějších lokomotiv.
V červenci 1897 byly úzkorozchodné dráhy těžce poškozeny povodněmi. Zasaženy byly především tratě ve východní části Krušných hor, Mügeln - Geising-Altenberg a Hainsberg - Kipsdorf, poškozeny byly i tratě v západní části Krušných hor.

### Meziválečné období
Po první světové válce bylo v Sasku vybudováno již jen několik úzkorozchodných drah. Byly dokončeny započaté projekty, například prodloužení Müglitztalbahn do Altenbergu nebo stavba spojovací trati Klingenberg-Colmnitz - Oberdittmannsdorf. Stavební práce na Pöbelské dráze ze Schmiedebergu do české Moldavy, které započaly v roce 1920, byly v listopadu 1923 z finančních důvodů ukončeny.
V dvacátých letech se dostala většina úzkorozchodných drah do první krize. Přestože přepravní výkony nadále rostly, náklady železničních společností překračovaly dosažené příjmy. Kromě toho zřizovaly státem vlastněné pošty i zemský podnik pro automobilovou dopravu (Kraftverkehrsgesellschaft Sachsen) nové autobusové linky, které díky kratším jízdním dobám při srovnatelných cenách jízdného úzkorozchodným drahám přebíraly cestující.

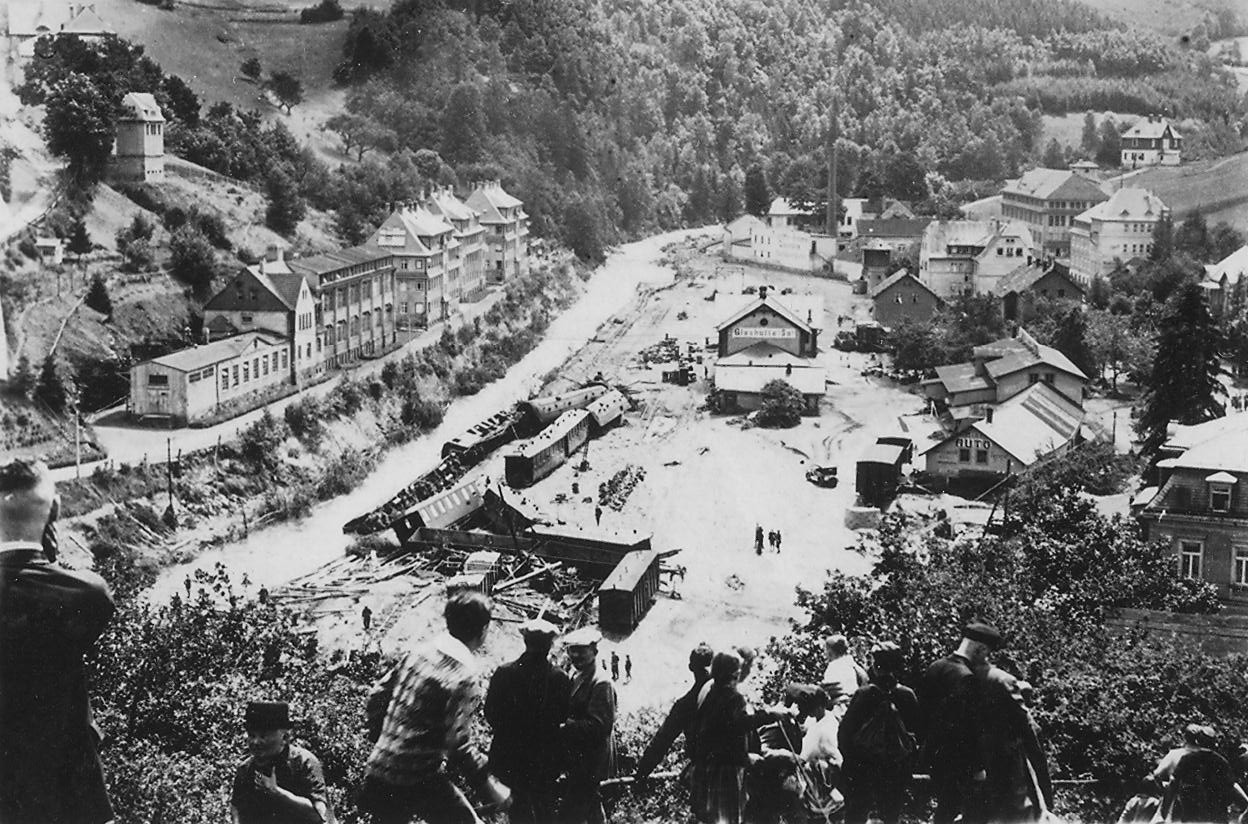
Glashütte po povodních v červenci 1927

Deutsche Reichsbahn se snažila odlivu bránit zavedením nových moderních osobních vozů s parním vytápěním, elektrickým osvětlením, sacími brzdami a poloautomatickými spřáhly typu Scharfenberg a také nasazením výkonnějších lokomotiv. Uvažovalo se o přebudování některých tratí na normální rozchod, tato idea však byla realizována pouze v případě Müglitztalbahn. Pro několik tratí bylo od třicátých let plánováno uzavření, ke kterému však nedošlo. V třicátých letech byla v Kipsdorfu a Bertsdorfu vybudována nová věžová stavědla, nádraží Kipsdorf a Oberwiesenthal byly kompletně přestavěny a rozšířeny.
V červenci 1927 byly tratě v Krušných horách opět zasaženy těžkými povodněmi. Müglitztalbahn byla na dlouhých traťových úseky zcela zničena, brzy však byla znovu obnovena.

### Za druhé světové války
V průběhu druhé světové války stagnoval další technický rozvoj. Stále více traťového personálu bylo povoláno do služby u Wehrmachtu a údržba byla v rostoucí míře zanedbávána. Přesto musely být na několika tratích podávány i nadále enormní dopravní výkony kvůli zásobování válečného hospodářství. Bojovými akcemi byly saské úzkorozchodné dráhy zasaženy jen málo. S přibližující se frontou byl v dubnu a květnu 1945 provoz na úzkorozchodných drahách v Sasku přerušen.

### Poválečné období
Po bezpodmínečné kapitulaci Německa 8. května 1945 se podařilo provoz na úzkorozchodných tratích v Sasku rychle znovu obnovit. Zpočátku působil problémy špatný stav vozového parku, silně poškozené opravárenské dílny v Chemnitzu navíc dočasně nemohly provádět žádné opravy úzkorozchodných lokomotiv. Proto například na úzkorozchodné trati Kohlmühle - Hohnstein dočasně utichl provoz, když musely být provedeny opravy na jediné provozuschopné lokomotivě. V roce 1946 se situace dále vyostřila, když část nejmodernějších a nejvýkonnějších lokomotiv musela být odevzdána Sovětskému svazu jako válečné reparace. Hornolužické tratě Herrnhut - Bernstadt a Taubenheim - Dürrhennersdorf byly již v roce 1945 v rámci reparací zcela demontovány. Na několika tratích v Krušných horách naopak došlo od roku 1946 k enormnímu nárůstu přepravy. Sovětský podnik Wismut SAG zahájil těžbu saského uranu a následně musely být při střídání směn přepravovány tisíce horníků do důlních závodů. Přesto zůstaly dopravní výkony na celkem nízké úrovni. V květnu 1947 například bylo 467 vozů z celkového stavu z 521 osobních vozů a 120 nákladních vozů odstaveno, protože nebyly nutné pro zajištění přepravy.
Teprve poté, co byly do služby zavedeny nové, výkonnější úzkorozchodné lokomotivy, se po roce 1953 prekérní situace očividně uvolnila. Se zahájením závodních dovolených organizovaných odborovou organizací Freier Deutscher Gewerkschaftsbund získaly od roku 1949 úzkorozchodné dráhy svůj původní význam jako výletní tratě. V padesátých letech byly znovu dosaženy dopravní výkony z předválečné doby.
Přesto se však znovu opakovaly situace známé z dvacátých a třicátých let. Rychlejší, nově zřizované autobusové linky přetahovaly úzkorozchodným drahám cestující, přeprava nákladů byla v rostoucí míře přesouvána na nákladní automobilovou dopravu.

### Útlum po roce 1964
Počátkem šedesátých let se situace na úzkorozchodných drahách vyhrotila. Kvůli nedostatečné údržbě byly po druhé světové válce koleje a drážní vybavení na většině tratí značně opotřebované, v řadě případů byla nutná kompletní obnova. Také část vozového parku, především lokomotivy řady IV K, dosáhla na začátku šedesátých let hranice své životnosti.
Na vybraných úsecích nejdůležitějších tratí započala obnova kolejí a zařízení, oproti předchozím obdobím byly používány i kolejnice s betonovými pražci. Pro nedostatek alternativ započal podnik Raw Görlitz-Schlauroth v roce 1962 s výrobou hojného počtu lokomotiv řady IV K a VI K.
Přesto se však ukázalo, že musí být učiněno zásadní rozhodnutí o další existenci úzkorozchodných tratí Deutsche Reichsbahn. Při prověrce rentability provozu na úzkorozchodných tratích provedené v letech 1963/1964 se došlo k závěru, že další existence tratí má smysl pouze s radikální obnovou vozového parku i dopravních zařízení. Argumenty pro uzavření tratí byly nejen technické, ale i ekonomické. Jako důležité zdůvodnění zrušení tratí byl uveden nedostatek prostředků na obnovu tratí jakož i na výrobu nových dieselových lokomotiv a vagonů.
14. května 1964 vláda NDR schválila usnesení o ukončení provozu na téměř 70% úzkorozchodných tratí v NDR do roku 1970. Pro nedostatek autobusů a nákladních automobilů byl tento plán zpočátku realizován velmi pomalu. Rušení několika tratí na konci sedmdesátých let bylo doprovázeno lidovými slavnostmi. Odpor vůči rušení tratí narůstal, a tak se v následujících letech úřady snažily neoznamovat rušení příliš předem a vůbec omezit publicitu spojenou s ukončením provozu.
Značnou pozornost vzbudila v roce 1971 převrácená úzkorozchodná lokomotiva u Frauensteinu, která úřadům sloužila jako dobrý argument pro nespolehlivost úzkorozchodných drah. Na druhou stranu se však část veřejnosti začala o plány na ukončení provozu na úzkorozchodných tratích více zajímat. Úřady nebyly schopné objasnit, jak s ohledem na malé počty autobusů zvládnout pravidelně se vyskytující dopravní špičky během zimní turistické sezóny v Krušných a Lužických horách.

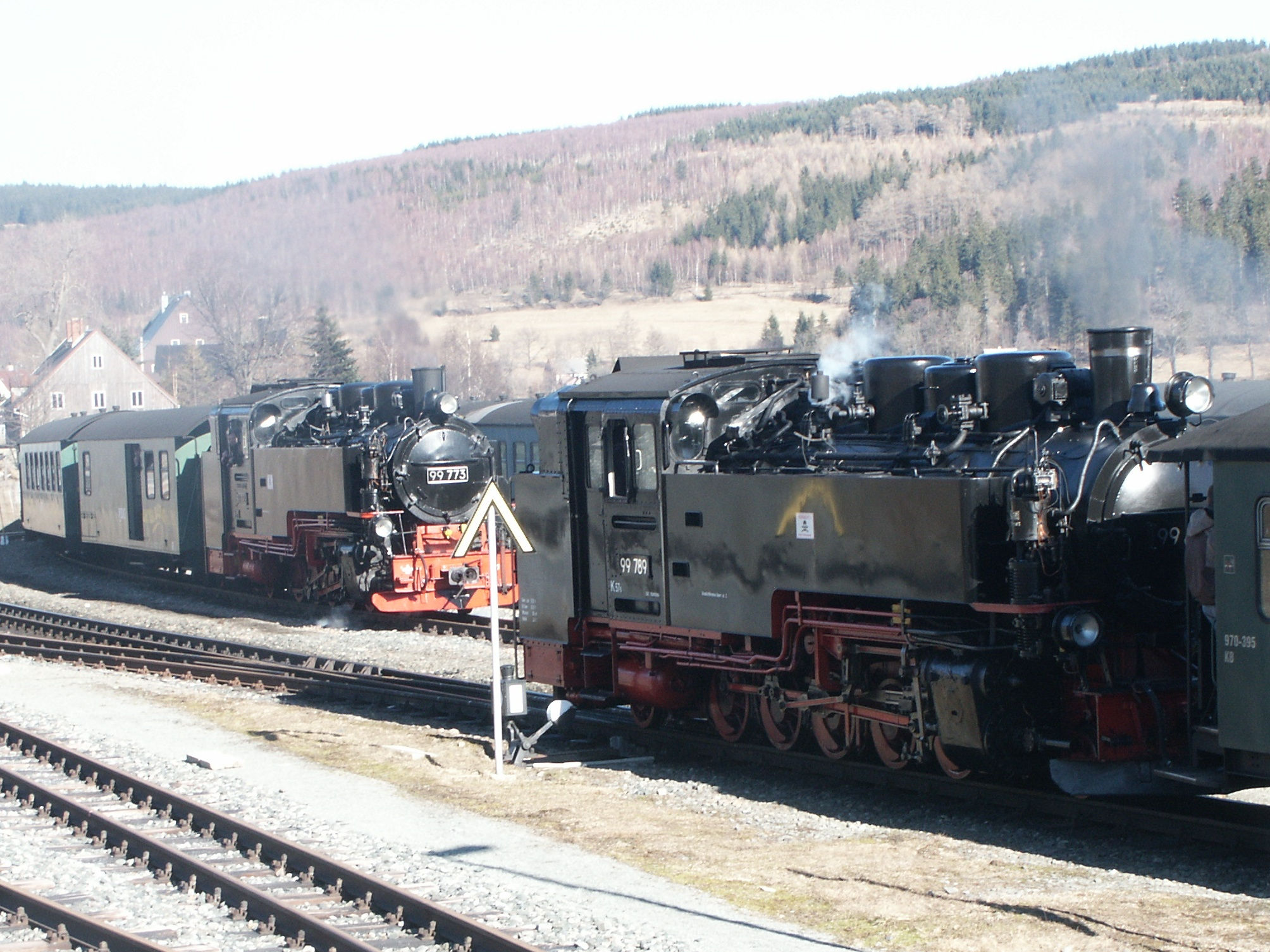
Křižování vlaků na Fichtelbergbahn (únor 2008)

S odkazem na „národohospodářský význam“ bylo v roce 1974 v NDR vybráno sedm úzkorozchodných drah, které měly být zachovány jako technické památky sloužící k přepravě turistů. V Sasku se to konkrétně týkalo čtyř tratí:
- Cranzahl - Kurort Oberwiesenthal
- Radebeul Ost - Radeburg
- Freital-Hainsberg - Kurort Kipsdorf
- Zittau - Kurort Oybin/Kurort Jonsdorf

Pro úzkorozchodnou dráhu Radebeul Ost - Radeburg byla určena role ‘‘tradiční dráhy‘‘ (Traditionsbahn), výraz ‘‘muzejní dráha‘‘ byl v NDR zakázaný. Výběr byl mimo jiné ovlivněn činností železničních nadšenců, kteří od konce šedesátých let v Radebeulu shromažďovali a renovovali zbývající dvouosé vagony saských úzkorozchodných drah. Již v roce 1974 tam byly vypravovány první ‘‘tradiční vlaky‘‘.

### Vývoj po roce 1975
Na začátku roku 1975 probíhala v Sasku pravidelná přeprava cestujících a nákladů na šesti úzkorozchodných drahách a na jednom úseku trati Wilkau-Hasslau - Carlsfeld. Na jedné z tratí Thumer Netz byly vypravovány jen nákladní vlaky. Dvě zbývající dráhy sloužily jako vlečky pro místní papírny. Díky uzavírkám tratí a následnému přerozdělení lokomotiv a vagonů byl stav vozového parku dobrý, naproti tomu kolejový svršek a traťové vybavení byly značně opotřebované.
Na tratích, které nebyly určeny k dalšímu zachování, pokračoval přesun přepravy na silniční dopravu. Koncem roku 1975 byla zastavena zbývající nákladní přeprava na Thumer Netz a byla ukončena osobní přeprava mezi Oschatz a Mügeln. V roce 1977 byly vypravovány poslední vlaky na zbývajícím úseku nejdelší saské úzkorozchodné dráhy u Schönheide.
Na tratích určených k zachování postupovala potřebná obnova kolejí, drážního vybavení a vozového parku jen pomalu vpřed. V roce 1977 byly představeny první modernizované vagony, známé jako REKO-vagony. Modernizace probíhala pomalým tempem, do konce osmdesátých let byla rekonstruována zhruba polovina stavu osobních vagonů. Původní myšlenka pořídit nové osobní vozy byla opuštěna.

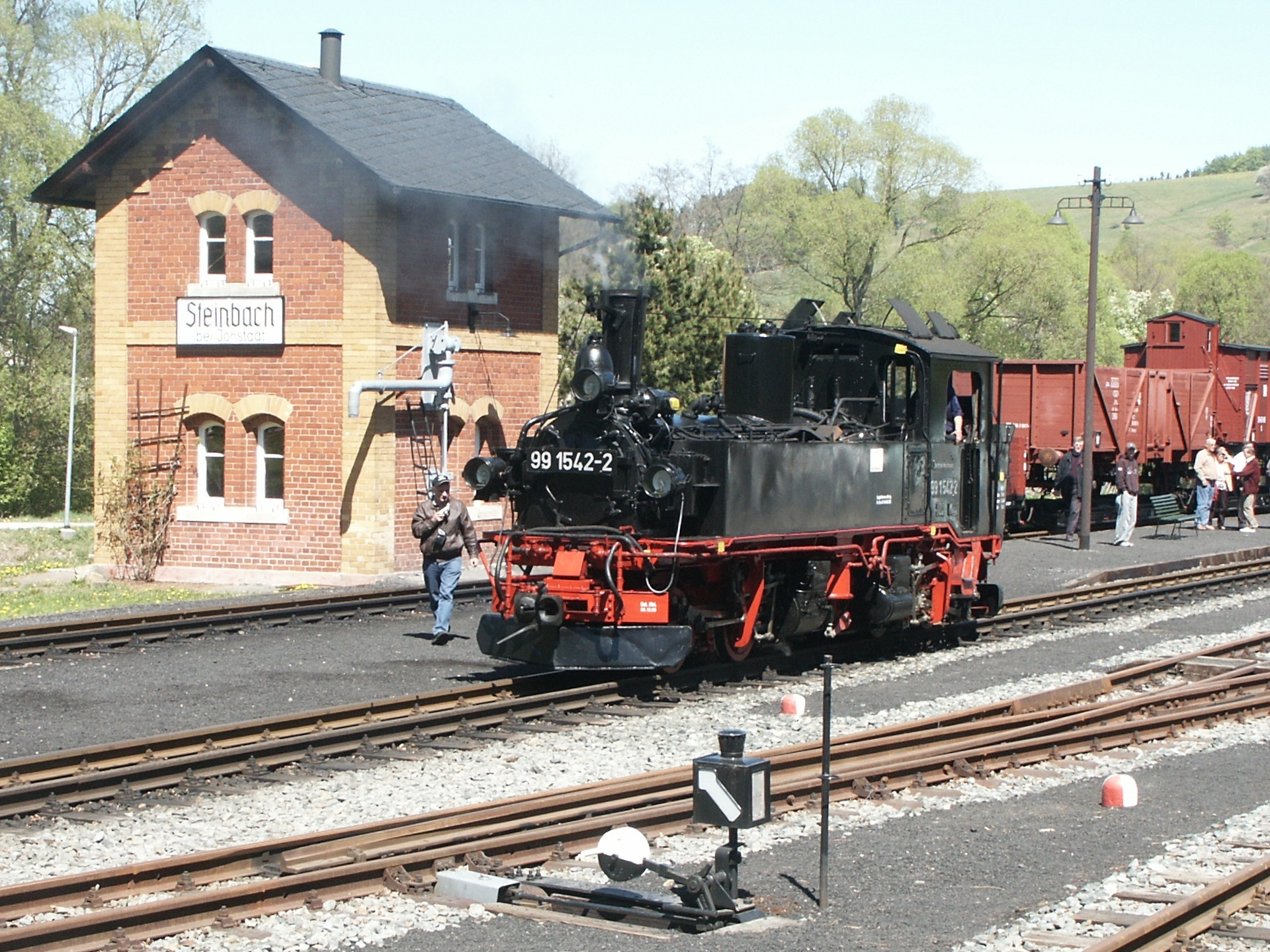
"Meyerka" IV K na znovu vybudovaném nádraží Steinbach (duben 2007)

K obratu v dopravní politice NDR došlo nejprve v roce 1981, kdy zcela nečekaně přestala být ropa dovážená ze Sovětského svazu k dispozici v potřebném množství. Přesun přepravy na silniční dopravu byl pozastaven, došlo k přezkoumání smysluplnosti plánu uzavírání tratí. Trať Oschatz - Mügeln - Kemmlitz, na které ještě probíhala nákladní přeprava, získala status trati určené k zachování a do roku 1984 na ní byla dokončena nezbytná obnova kolejí. V případě Přísečnické dráhy, stoupající malebným údolím Přísečnice k sasko-české hranici, však úřady pevně trvaly na zrušení. Došlo k němu až v roce 1986, o více než deset let později než bylo původně stanoveno, kdy mohla být přeprava přesunuta na silniční dopravu a trať byla zrušena a následně i snesena.
Do roku 1989 byla zhruba polovina kolejí renovována. V roce 1987 byly v Mügeln vyřazeny poslední vagony s heberleinovými brzdami, které byly nahrazeny vagony se sacími brzdami z uzavřené Přísečnické dráhy. Tím se tento archaicky působící brzdný systém přestal v Sasku po více než 100 letech používat. Na konci osmdesátých let musely být kvůli poškození rámů a kotlů odstaveny první „Neubau“ a „Einheits“ lokomotivy. DR následně oznámily záměr dovézt v roce 1995 nové dieselové lokomotivy z Rumunska.

### Vlastnické změny a obnova po roce 1990
Po pádu komunismu v roce 1989 vznikla pro úzkorozchodné dráhy provozované Deutsche Reichsbahn nová situace. Pracovní skupina DR se zabývala na počátku roku 1990 otázkou, jak úzkorozchodné dráhy provozovat v podmínkách tržního hospodářství.
Již v roce 1990 vznikly spolky, které nechtěly čekat na státní předpisy a daly si za cíl co možná nejrychleji obnovit Přísečnickou dráhu a horní úsek trati Wilkau-Hasslau - Carlsfeld. Přestože jejich snahy zpočátku vyvolávaly nevěřícné úsměvy, skutečně se jim podařilo provoz na úsecích těchto tratí obnovit.
Od roku 1992 rostl tlak na uzavření nebo privatizaci úzkorozchodných drah. Jako první byla na ráně trať Oschatz - Kemmlitz, na které v té době probíhal jen nákladní provoz. Díky iniciativě sdružení Pro Bahn a podpoře zemských úřadů se podařilo trať rychle privatizovat a nákladní provoz ještě na několik dalších let zachovat. Nákladní přeprava byla ukončena i na ostatních tratích, na Weisseritzské a Žitavské dráze však až na konci roku 1994.

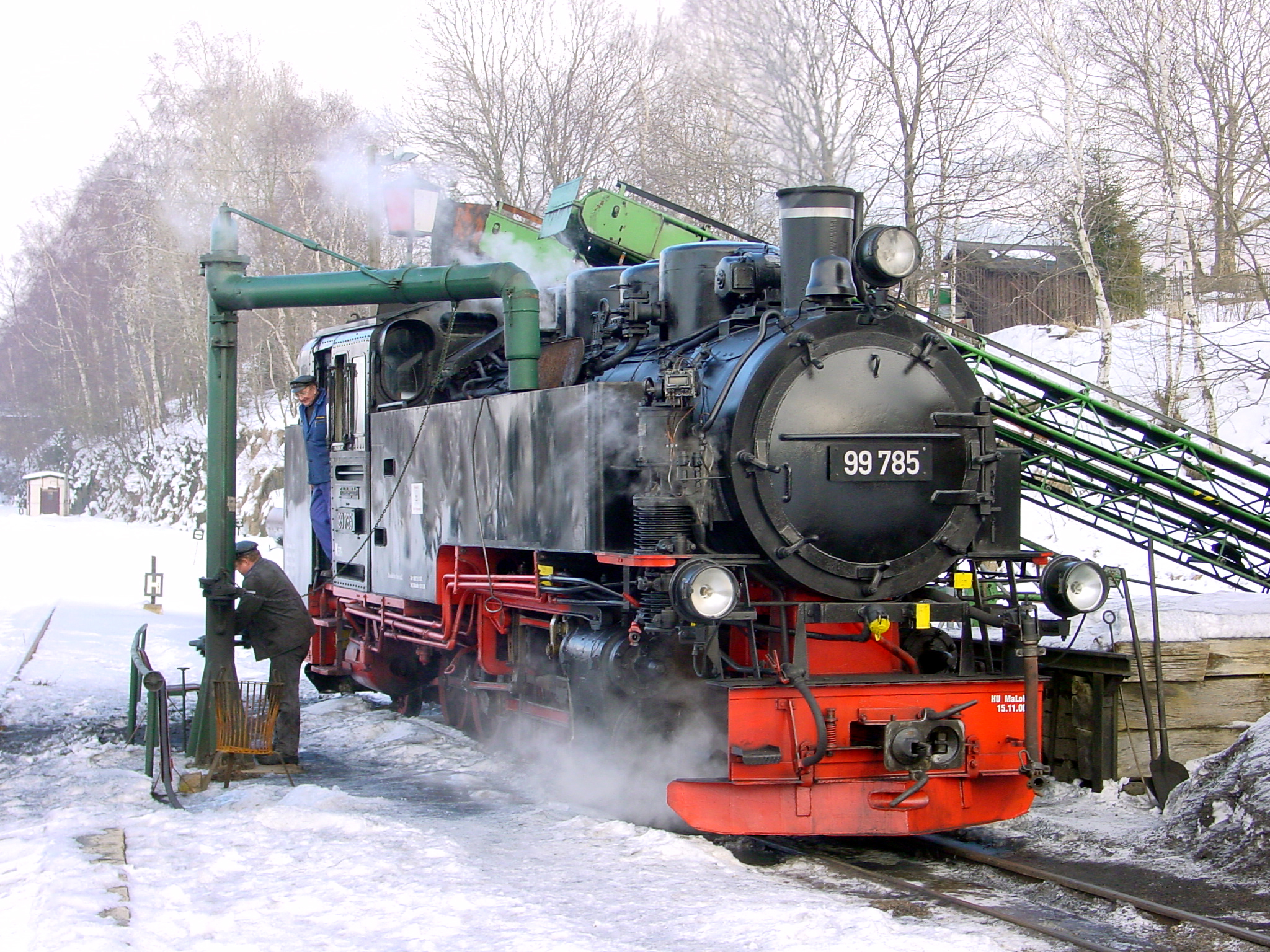
Parní lokomotiva při doplňování vody v Cranzahlu

V polovině devadesátých let byly saskou vládou diskutovány možnosti privatizace tratí, které měly být zachovány. Roli předjezdce na sebe vzal okres Zittau, který koncem roku 1996 převzal spolu s místními obcemi provoz na Žitavské úzkorozchodné dráze do vlastní režie. K stému výročí Fichtelbergbahn se konal v roce 1997 týdenní festival s bohatým programem. Přispěl ke změně stanoviska příslušných orgánů a i u této dráhy došlo k převodu do majetku okresu. Krátce potom odsunula své plány na ukončení provozu také Deutsche Bundesbahn a oznámila, že chce nadále provozovat obě tratě u Drážďan.
V současnosti vykonávají pravidelný provoz na saských úzkorozchodných tratích přepravní společnosti Sächsische Dampfeisenbahngesellschaft mbH (SDG, dříve BVO-Bahn), Sächsisch-Oberlausitzer Eisenbahngesellschaft mbH (SOEG) a Döllnitzbahn GmbH. K 1. lednu 2009 byly v provozu následující tratě:
- Sächsische Dampfeisenbahngesellschaft (SDG):
  - Cranzahl - Kurort Oberwiesenthal
  - Radebeul Ost - Radeburg
  - Freital-Hainsberg - Kurort Kipsdorf

- Sächsisch-Oberlausitzer Eisenbahngesellschaft:
  - Zittau - Kurort Oybin/Kurort Jonsdorf

- Döllnitzbahn:
  - Oschatz - Mügeln - Kemmlitz / Glossen

- Muzejní dráhy:
  - Jöhstadt - Steinbach
  - Schönheide - Stützengrün